# Охотник полосатый
Охотник полосатый (лат. Dolomedes plantarius) — распространённый в Европе вид пауков из семейства Pisauridae.

## Описание
Самцы длиной от 10 до 12 мм, самки — до 20 мм (с ногами — до 70 мм). Головогрудь коричневая, с широкой жёлтой полосой вдоль боковых сторон. Брюшко овальное. Глаза расположены в два ряда. Ноги длинные и толстые с большими шипами, лапки снабжены скопулой.

## Местообитание
Полосатого охотника можно встретить в разных странах Европы. Пауки обитают недалеко от воды: на пойменных лугах и в низинных болотах. Могут быстро бегать по воде, погружаться в неё. Чтобы тело при этом не намокало, на нём имеются специальные гидрофобные волоски.
Во время охоты пауки долго и неподвижно сидят, при этом их задние ноги находятся на растительности, а передние — на поверхности воды.

## Размножение
Размножение происходит два раза в год. Половозрелость наступает в возрасте 2-х лет. Кокон с яйцами (в коконе их около 500—600) носит на себе самка. Перед появлением паучков она делает на пучках растений на высоте от 10 см до одного метра от воды сеть диаметром до 25 см. Молодые паучки появляются и находятся в ней около недели. Всё это время мать остаётся рядом с ними.

## Природоохранный статус
Вид занесён в Красные книги Беларуси и Литвы.